# Felice Piovene
Felice Piovene (Vicenza, 29 gennaio 1833 – Brendola, 24 aprile 1903) è stato un nobile, politico e dirigente sportivo italiano, presidente onorario del Vicenza Calcio nel 1902, anno di fondazione della squadra.

## Biografia
Appartenente ai Piovene, una famiglia aristocratica vicentina; il 9 marzo 1902 il professore Tito Buy fonda il Vicenza Calcio nella palestra ubicata in Contrà Santa Caterina, e la settimana successiva, Felice Piovene viene nominato presidente onorario della squadra biancorossa.
Il conte e deputato Felice Piovene fu inoltre sindaco di Brendola, in provincia di Vicenza.